# Vágatunnilin
Vágartunneln (färöiska: Vágatunnilin) är den tredje längsta tunneln på Färöarna och förbinder öarna Streymoy och Vágar. Tunneln går från Tórshavn till Vestmanna och på så sätt förbinds huvudstaden med Vágar flygplats.
Tunneln är totalt 4,9 kilometer lång och arbetet på Streymoysidan påbörjades den 28 september 2000 och på Vágar den 27 september 2001. Vágartunneln, som  byggdes av NCC stod klar den 10 december 2002 och kostade totalt 240 miljoner kronor. Den är 10 meter bred, varav 7 meter är vägbana, och har mötesplatser för varje 500 meter. Djupaste punkten är 105 meter under havsytan.